# Joaquín Robledo
Joaquín Hermes Robledo Romero (ur. 24 września 1950 w Asuncion) – paragwajski duchowny rzymskokatolicki, od 2015 biskup San Lorenzo.

## Życiorys
Święcenia prezbiteratu otrzymał 25 grudnia 1975 i został inkardynowany do archidiecezji Asunción. Pracował m.in. jako duszpasterz parafialny oraz jako rektor niższego seminarium w Asunción. Po utworzeniu w 2000 diecezji San Lorenzo został włączony do duchowieństwa tejże diecezji i otrzymał nominację na jej wikariusza generalnego.
1 lipca 2009 został prekonizowany biskupem koadiutorem diecezji Carapeguá. Sakry biskupiej udzielił mu 30 sierpnia 2009 abp Pastor Cuquejo. 10 lipca 2010 objął funkcję biskupa diecezjalnego.
4 lipca 2015 otrzymał nominację na biskupa San Lorenzo.